# 岡田村 (茨城県結城郡)
岡田村（おかだむら）は、茨城県の西部、岡田郡・結城郡に属していた村。現在の常総市の北西部にあたる。

## 地理
- 河川 ： 鬼怒川

## 歴史
- 1889年（明治22年）4月1日 - 町村制施行により、 杉山村、向石下村、篠山村、蔵持村、蔵持新田、中沼新田、岡田新田、国生村が合併して岡田郡岡田村が発足。
- 1896年（明治29年）4月1日 - 岡田郡が結城郡に統合されたため、所属郡が結城郡に変更。
- 1954年（昭和29年）6月1日 - 石下町、豊田村、飯沼村および玉村の一部と合併し、改めて石下町が発足。同日岡田村廃止。合併時の村長は増田壽太郎氏であった[1]。石下町合併後も石下町新庁舎が完成するまでの間、教育委員会は旧岡田支所を使用していた[2]。